# Eusebio Escobar
Eusebio Escobar (2 luglio 1936) è un ex calciatore colombiano, di ruolo attaccante.

## Carriera
Prese parte con la Nazionale colombiana al Mondiale del 1962.
Con 159 reti nel campionato colombiano è fra i migliori 20 marcatori nella storia della competizione.